# Club Social Deportivo San Simón
Pour les articles homonymes, voir San Simon.
Maillots
Dernière mise à jour : 12 mai 2023.
Le Club Social Deportivo San Simón est un club péruvien de football basé dans le district de Magdalena del Mar à Lima.

## Histoire

### Le Deportivo San Simón de Moquegua (1983-2015)
Fondé à Moquegua le 5 janvier 1983 sous le nom de Club Deportivo Comunitario Laboral San Simón, le club remporte la finale de la Copa Perú (D3) en 2013 aux dépens de l'Unión Huaral (2-0 et 2-3). 
Cette victoire lui permet de jouer en 1re division l'année suivante, expérience de courte durée puisque le San Simón descend en D2 dès la fin de la saison. Il est même relégué administrativement de la 2e division en raison d'une dette avoisinant un million de soles et finit par disparaître. 

### Refondation du club (depuis 2017)
Le club est refondé à Lima en 2017 sous son nom actuel grâce à l'impulsion du journaliste Kenny Romero qui en devient le président. Il participe depuis à la ligue de district de Magdalena.

## Résultats sportifs

### Palmarès
- Copa Perú (1) :
  - Vainqueur : 2013.

### Bilan et records
- Saisons au sein du championnat du Pérou : 1 (2014).
- Saisons au sein du championnat du Pérou D2 : 1 (2015).
- Plus large victoire obtenue en compétition officielle : 
  - San Simón 9-0 San Martín (Copa Perú 2013)[5].

## Joueurs et personnalités

### Joueurs

#### Grands noms
Sergio Ibarra, meilleur buteur de l'histoire du championnat du Pérou, termina sa carrière en 2014 au sein du San Simón. Carlos Zegarra et Miguel Mostto, internationaux péruviens des années 2000, y jouèrent en 2014 et 2015, respectivement. Ce sera d'ailleurs le dernier club de Miguel Mostto en tant que joueur.

### Entraîneurs
| - Ernesto Neyra (2013) - César Espino (2013) - Alejandro Catacora (intérim) (2013) - César Espino (2013) - Luis Flores (2013) - Juan Vidales (2014) - Edgardo Malvestiti (2014) - Franco Iazetta (2014) - José Carlos Amaral (2014) | - Julio Zamora (2015) - David Carpio (2018) - Hugo Castillo (intérim) (2018) - Carlos Ramos (2018) - Alberto Beingolea (2019) - Edinson Huertas (2020-2022) - Miguel Barrios (2022-2023) - Remo Guizazola (2023-) |